# 永乐镇 (彬州市)
永乐镇，是中华人民共和国陕西省咸陽市彬州市下辖的一个乡镇级行政单位。

## 行政区划
永乐镇下辖以下地区：
白村、永乐村、王村、高辉村、湫沟村、军村、田家村、叱家村、赵家庄村、高力坊村、咀头村、安家河村、红岩河村和马家河村。